# Pink Bubbles Go Ape
Pink Bubbles Go Ape je čtvrté studiové album německé speedmetalové a powermetalové hudební skupiny Helloween. Bylo vytvořeno po odchodu Kai Hansena a pro řadu fanoušků bylo zklamáním.

## Seznam skladeb
1. Pink Bubbles Go Ape (Kiske) – 0:36
2. Kids of the Century (Kiske) – 3:51
3. Back On The Streets (Grapow/Kiske) – 3:23
4. Number One (Weikath) – 5:13
5. Heavy Metal Hamsters (Weikath/Kiske) – 3:28
6. Goin' Home (Kiske) – 3:51
7. Someone's Crying (Grapow) – 4:18
8. Mankind (Grapow/Kiske) – 6:18
9. I'm Doin' Fine, Crazy Man (Grosskopf/Grapow) – 3:39
10. The Chance (Grapow) – 3:47
11. Your Turn (Kiske) – 5:38

### Rozšířená edice o bonusy
1. Blue Suede Shoes (Carl Perkins) – 2:36
2. Shit And Lobster (Weikath) – 4:08
3. Les Hambourgeois Walkways (Weikath) – 5:47
4. You Run With The Pack (Grosskopf) – 3:54

## Sestava
- Michael Kiske (zpěv)
- Michael Weikath (kytara)
- Roland Grapow (kytara)
- Markus Grosskopf (baskytara)
- Ingo Schwichtenberg (bicí)